# Revenue Retrievin': Graveyard Shift
Revenue Retrievin': Graveyard Shift è il quattordicesimo album del rapper statunitense E-40. Pubblicato il 29 marzo del 2011, l'album è distribuito dalla EMI e prodotto sotto l'etichetta Heavy On The Grind Entertainment. L'album è pubblicato nello stesso giorno assieme a Revenue Retrievin': Overtime Shift. Partecipano, tra gli altri, T-Pain e Bun B.
Apprezzato dalla critica, l'album entra nella Billboard 200 e nelle classifiche degli album rap e R&B/Hip-Hop, raggiungendo anche l'ottavo posto tra gli album indipendenti.
| Recensione | Giudizio |
| ---------- | -------- |
| AllMusic   | [ 1 ]    |
| HipHopDX   | [ 2 ]    |
| Pitchfork  | 8.3/10   |
| Spin       | 7/10     |
| RapReviews | 8.0/10   |

## Tracce
1. Barbarian – 3:32 (testo: Earl Stevens – musica: Droop-E)
2. Serious (featuring T-Pain) – 3:33 (testo: E. Stevens, Faheem Najm – musica: T-Pain)
3. Graveyard Shift (featuring Cousin Fik & Choose Up Cheese) – 3:34 (testo: E. Stevens, Rafiki Sims, Arcale Turner, W. Carter – musica: DecadeZ)
4. My Lil' Grimey Nigga (featuring Stressmatic) – 3:03 (testo: E. Stevens, Thomas Jackson – musica: Droop-E)
5. Yankin' (featuring Hot & Laroo T.H.H.) – 3:24 (testo: E. Stevens – musica: pOETiqbEETz)
6. Concrete – 3:19 (testo: E. Stevens – musica: Droop-E)
7. Club On Lock (featuring Matt Blaque & Laroo T.H.H.) – 3:23 (testo: E. Stevens – musica: Traxx FDR)
8. Fried (featuring Tech N9ne & Marty James) – 4:45 (testo: E. Stevens, Aaron Yates, David Drew, James – musica: Jelly Roll)
9. Back & Forth (featuring Turf Talk, Cousin Fik & Stressmatic) – 4:38 (testo: E. Stevens, Demar Bernstine – musica: Droop-E)
10. Bad Bitch (featuring Stressmatic & Droop-E) – 4:10 (testo: E. Stevens, Earl Stevens Jr. – musica: Droop-E)
11. Takin' Em Back – 3:24 (testo: E. Stevens – musica: Droop-E)
12. My Shit Bang – 4:03 (testo: E. Stevens – musica: Tone Bone)
13. The Streets Don't Love Nobody (featuring Turf Talk & DB Tha General) – 4:08 (testo: E. Stevens – musica: DecadeZ)
14. 43 (featuring B-Legit) – 3:32 (testo: E. Stevens, B. Jones, E. Stevens Jr. S. Bostic – musica: Droop-E)
15. That Candy Paint (featuring Bun B & Slim Thug) – 5:04 (testo: E. Stevens, Bernard Freeman, Stayve J. Thomas, David Anyanwu – musica: Shape Shifta)
16. E Forty – 3:50 (testo: E. Stevens – musica: Bugsy)
17. Trapped (featuring Mike Marshal) – 3:43 (testo: E. Stevens – musica: Traxx FDR)
18. Spooky (featuring Bosko) – 4:18 (testo: E. Stevens, Bosko Kante – musica: Bosko)
19. Don't Try This at Home (featuring Philthy Rich & Stevie Joe) – 3:59 (testo: E. Stevens, Philip Beasley, 
Steve Moffett Jr. – musica: DJ Toure)
20. Tuff Times (featuring Bosko & Netta B) – 4:07 (testo: E. Stevens, Aquanetta Brooks – musica: Bosko)

Tracce bonus su iTunes
1. I'm That (featuring R.O.D.) – 4:09 (testo: E. Stevens, Roderick Cudjo – musica: The Mekanix)
2. Fast Quarter (featuring Yukmouth & C-Bo) – 4:41 (testo: Stevens, Jerold Ellis III, Shawn Thomas)

Durata totale: 8:50

## Classifiche settimanali
| Classifica (2011)         | Posizione massima |
| ------------------------- | ----------------- |
| Stati Uniti               | 40                |
| US Independent Albums     | 8                 |
| US Top R&B/Hip-Hop Albums | 12                |
| US Top Rap Albums         | 6                 |